# Gboe-Ploe District
Gboe-Ploe District är ett distrikt i Liberia. Det ligger i regionen Grand Gedeh County, i den centrala delen av landet, 220 km öster om huvudstaden Monrovia.